# Trebež, Ivančna Gorica
Trebež je naselje v Občini Ivančna Gorica.